# Alinea (Restaurant)

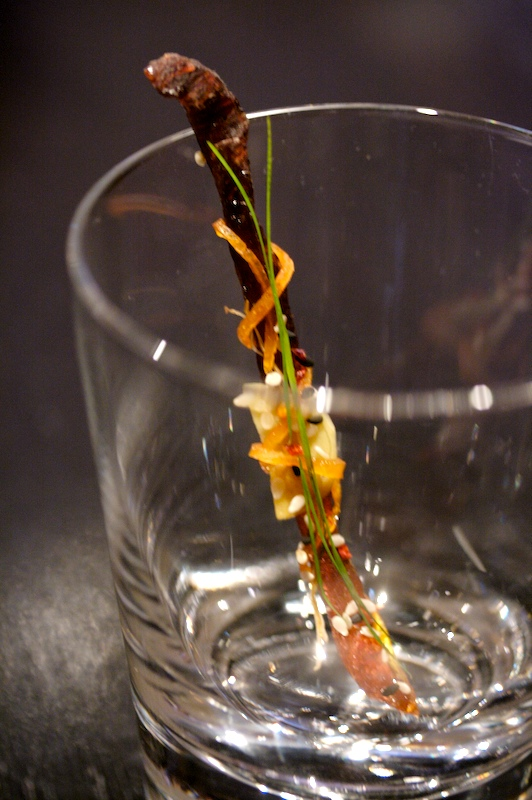
Kandierter und getrockneter Thunfisch

Alinea ist ein Restaurant in Chicago, das seit 2010 vom Guide Michelin mit drei Sternen ausgezeichnet wird. Küchenchef Grant Achatz betreibt das Restaurant, das auch mit Molekularküche arbeitet, gemeinsam mit Nick Kokonas.

## Geschichte
Das Restaurant wurde am 4. Mai 2005 geöffnet. Das typographische Zeichen Alinea wurde als Name gewählt, um neue Ideen in der Kochkunst zu symbolisieren. Es wird als Zeichen zum Beispiel auf den Servietten und dem Menü des Restaurants verwendet. Das Wall Street Journal beschrieb es 2008 als radikalstes Restaurant der Vereinigten Staaten („the country's most radical restaurant“).
2010 erhielt das Restaurant in der ersten Ausgabe des Guide Michelin, die Chicago gewidmet war, drei Sterne. Im selben Jahr gab Achatz an, dass das Restaurant in einem guten Jahr eine Million US-Dollar Gewinn mache. Im Herbst 2012 tauschten für jeweils fünf Tage Alinea und Eleven Madison Park, ein ebenfalls vom Guide Michelin mit drei Sternen bewertetes Restaurant in New York City, ihre Küchen. Bis 2023 war das Alinea das einzige Drei-Sterne-Restaurant Chicagos.

## Menü

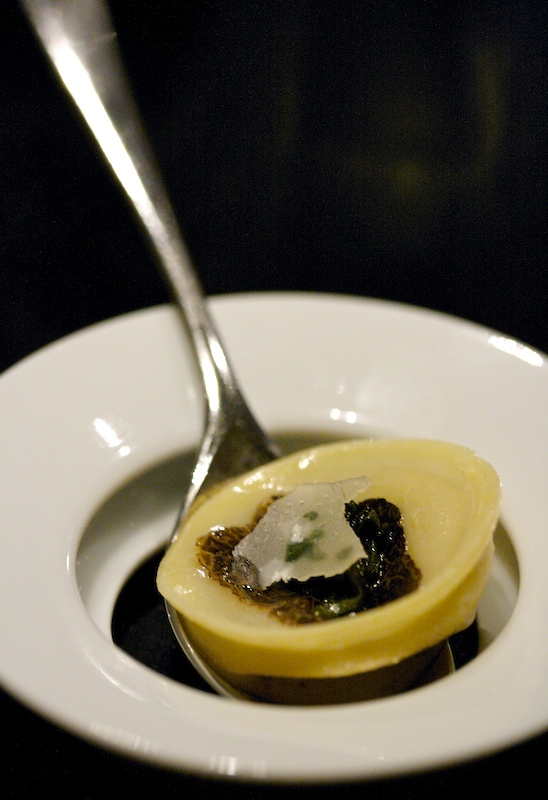
Raviolo vom schwarzen Trüffel, im Menü wie folgt beschrieben: „explosion, romaine, parmesan“.

Das Wall Street Journal schrieb 2008, dass das Essen rund vier Stunden dauere und 25 Gänge enthalte. Erst am Ende erhalte der Kunde die Menükarte des Abends. Die Gänge würden um einzelne gemeinsame Zutaten gruppiert und seien eher Häppchen. Die Karte sei als Souvenir gedacht. Auf vorherige Anfrage werde ein vegetarisches Menü serviert. 2010 kostete ein Essen für zwei Personen inklusive passender Weine ohne Trinkgeld 790 Dollar.
Einer der Klassiker in Achatz’ Küche ist die Schwarzer-Trüffel-Explosion („black-truffle explosion“), an dieser arbeitete er seit seiner Anstellung in The French Laundry und sie sei auch im Trio, seiner vorigen Wirkungsstätte, serviert worden. Es handelt sich um einen Raviolo, dessen Inhalt beim Zerkauen im Mund „explodiere“ und daher besonders intensiv schmecke.

## Ausstattung
Die Kleidung des Personals stammt von Ermenegildo Zegna. Sowohl das Innere als auch das Äußere des Restaurants wird als minimalistisch beschrieben. Die Fassade gibt den Namen des Restaurants nicht preis.

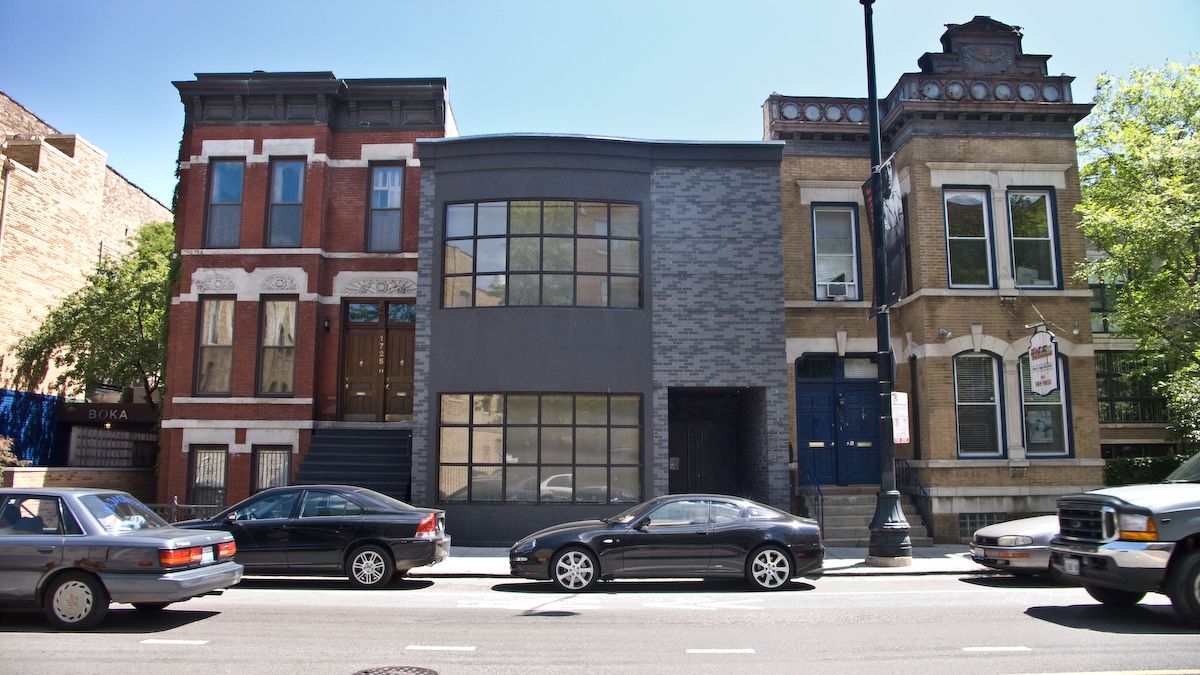
Das Alinea befindet sich im mittleren Gebäude
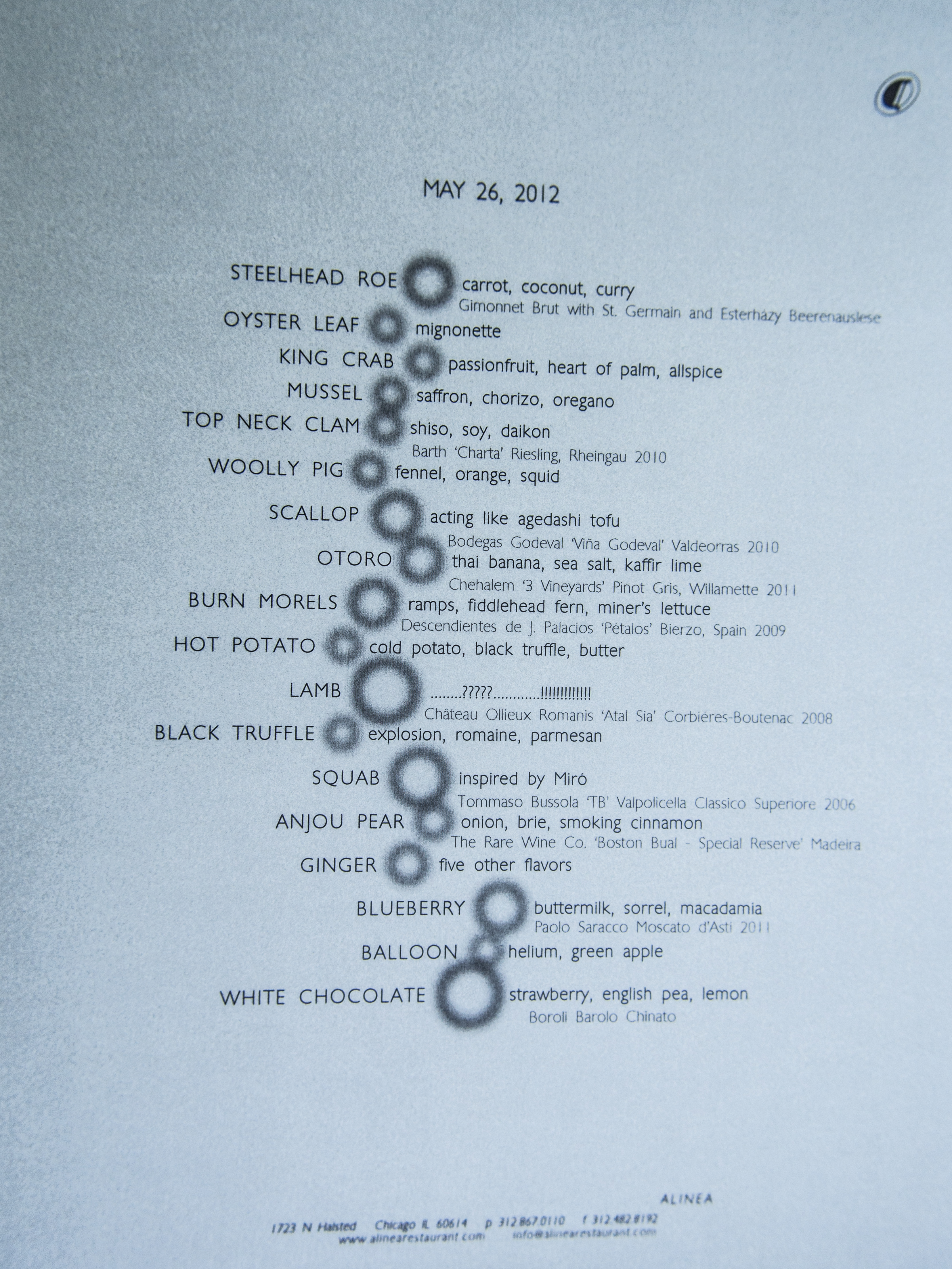
Das Menü vom 26. Mai 2012 mit 18 Gängen
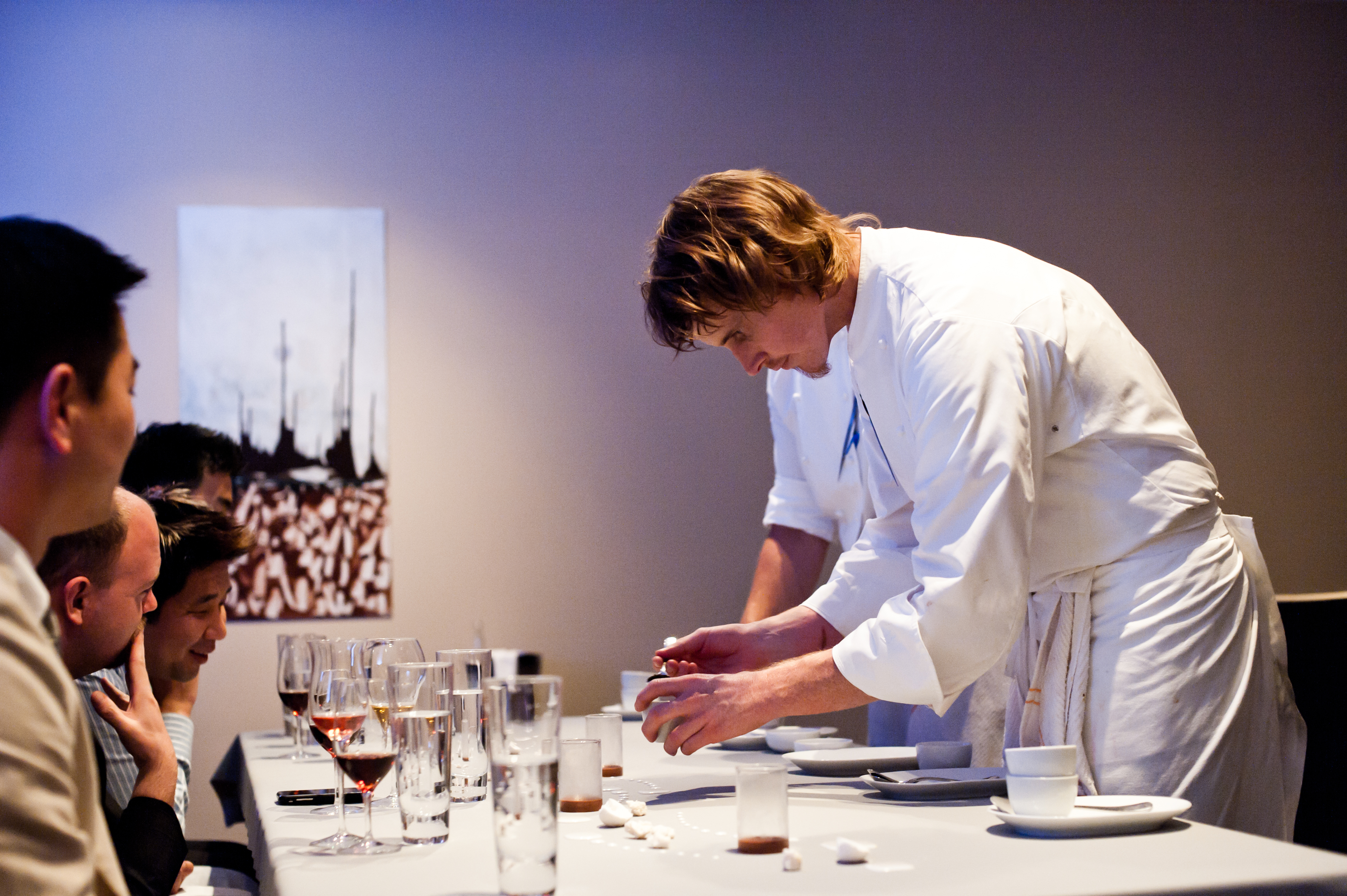
Grant Achatz beim Servieren

## Auszeichnungen (Auswahl)
- Best Restaurant in North America -- 2010 & 2011 San Pellegrino World’s 50 Best Restaurants Awards
- 3 Michelin-Sterne seit 2010
- Best Chef in the United States (2008): Grant Achatz -- James Beard Foundation